# Kodály Quartet
Das Kodály Quartet ist ein aus Ungarn stammendes Streichquartett.

## Geschichte
Der Vorläufer dieses Quartetts ist das 1966 an der Franz-Liszt-Musikakademie in Budapest gegründete Sebestyén Quartet, dem als Gründungsmitglieder neben dem Namensgeber Ernő Sebestyén (ein junger Professor für Violine) István Párkányi (Violine), Gábor Fias (Viola) und János Devich (Violoncello) angehörten. Das Quartett war auf Anhieb erfolgreich und erhielt bereits im Gründungsjahr das Sonderdiplom der Jury des in Genf ausgetragenen Internationalen Quartett-Wettbewerbs.
Sebestyén wurde 1970 Konzertmeister des Ungarischen Rundfunk-Sinfonie-Orchesters, während Fias, Devich, der 1969 als Ersatz für Párkányi hinzugekommene Tamás Szabó und der Violinist Károly Duska im gleichen Jahr fortan unter dem Namen Kodály Quartet firmierten, nachdem sie ihren neuen, dem Komponisten Zoltán Kodály gewidmeten Namen von dem ungarischen Ministerium für Kultur und Bildung bewilligt bekommen hatten. 1980 wurde Duska von Attila Falvay ersetzt, letzterer ist heute der Veteran des Quartetts, da seit den 1990er Jahren alle restlichen Gründungsmitglieder das Kodály Quartet verließen. Szabó wurde als letztes Gründungsmitglied 2005 von Erika Tóth ersetzt, nachdem zunächst Zoltán Tuska kurzzeitig dessen Platz eingenommen hatte.
In der über ein Jahrzehnt währenden Zeit bei dem Klassiklabel Naxos spielte das Kodály Quartet unter anderem die kompletten Streichquartette von Beethoven, Haydn und Schubert ein. Hatte bereits das Sebestyén Quartet auch in Deutschland, Österreich und der Schweiz Auftritte gegeben, so folgten unter dem neuen Namen seit Anfang der 1970er Jahre Auftritte in weiteren europäischen Staaten und Japan, später auch in Australien, Neuseeland sowie Süd-, Zentral- und Nordamerika. Sowohl unter dem alten als auch dem neuen Namen erhielt das Quartett über Jahrzehnte hinweg renommierte Auszeichnungen und hervorragende Kritiken, so wurde die Einspielung von Haydns Op. 64 von der Zeitschrift Classic CD als beste kammermusikalische Aufnahme von 1993 und der sechste Teil der kompletten Einspielung der Beethoven-Streichquartette von dem BBC-Musikmagazin im April 2000 als Empfehlung des Monats bewertet.

## Auszeichnungen

### Als Sebestyén Quartet
- 1966: Sonderdiplom der Jury des Internationalen Quartett-Wettbewerbs Genf
- 1968: 1. Preis beim 10. Internationalen Musik-Wettbewerb in Budapest: Bratschen- und Streichquartett-Wettbewerb in Memoriam Leó Weiner

### Als Kodály Quartet
- 1970: Liszt-Preis
- 1990: Verdiente Künstler der Republik Ungarn
- 1996: Bartók-Pásztory-Preis